# Joaquín Valverde Durán
Joaquín Valverde Durán (Badajoz, 27 de febrero de 1846-Madrid, 17 de marzo de 1910) fue un famoso compositor de zarzuela y género chico español de la segunda mitad del siglo XIX y principios del siglo XX, padre del también compositor Joaquín "Quinito" Valverde.

## Biografía
Nació en Badajoz, donde comenzó sus estudios musicales y su carrera como flautista en bandas militares. Tras la muerte de su padre, se mudó a Madrid con su madre, donde contaba con la ayuda de su hermana, Balbina Valverde, una actriz ya consolidada en la capital, que lo colocó en la orquesta del Teatro Español.
En 1863 ingresó en el Conservatorio de Música de Madrid, donde completó sus estudios ganando el premio de flauta en 1867, y el de composición 3 años más tarde. Al acabar sus estudios, llevó varias orquestas en teatros madrileños. Joaquín Valverde se caracteriza por las múltiples colaboraciones tanto con compositores como Manuel Fernández Caballero, Tomás Bretón o Ruperto Chapí, como con otras personalidades del teatro de su tiempo, como Julián Romea.
En 1876 inicia su relación con Federico Chueca, que fructificaría en una larga lista de obras conjuntas hasta que dejaron de colaborar en 1889. Entre ambos ayudarían a relanzar el género chico con sus obras y revistas musicales en un solo acto. Entre sus mayores éxitos destacan La Gran Vía (1886) o El año pasado por agua (1889). A partir de 1890 no tuvo ningún otro gran éxito, a excepción de El barquillero, en colaboración con Ruperto Chapí.
Joaquín Valverde acabó muriendo a los 66 años de edad el 17 de marzo de 1910.

## Obras
- Principio del formulario
- Amelia
- Carmencita
- Cita matinal
- Doña Josefa
- El primer desliz
- El príncipe Carnaval
- El recreo
- El sueño del amor
- La baraja francesa
- La boda de mi criada
- La comedia
- La cri-cri
- La flauta
- La marcha de Cádiz
- Principio del formulario
- Las píldoras de Hércules
- La vendedora de cigarros
- Los votos de un amante
- Mi guitarra
- Niña Pancha
- Penélope
- Pilina
- 30 preludios ad libitum sobre los acordes tónico y dominante
- Salón-Eslava
- Solo de fagot con acompañamiento de piano

### Colaboración conFederico Chueca
- ¡Bonito país!
- ¡A los toros!
- Agua y cuernos
- Cádiz
- Caramelo
- De la noche a la mañana
- De Madrid a Barcelona
- De Madrid a París
- El año pasado por agua
- En la tierra como en el cielo
- Fiesta nacional
- La canción de la Lola
- La Gran Vía
- Las ferias
- Luces y sombras
- Medidas sanitarias
- Vivitos y coleando

### Colaboración conJulián Romea
- La segunda tiple
- Los domingueros

### Colaboración conJoaquín Valverde Sanjuán
- La noche de San Juan